# 森田晋平
森田 晋平（もりた しんぺい、1993年10月17日 - ）は、日本の俳優、モデルである。千葉県出身。青山オフィス所属。身長178cm。

## 略歴
高校1年4月よりモデルとして活動開始。本格的に活動する前は、エキストラなどにも参加していた。高校2年からワタナベエンターテインメントスクールへ入学。その後、多数のヘアショー、CMなどに出演する。2012年、玉川大学パフォーミングアーツ学科に進学。日舞・狂言・民族舞踊・和太鼓を学ぶ。所属していた和太鼓グループの活動でアメリカツアーにも参加。パフォーミングアーツ学科の卒業公演では主役を演じた。
大学卒業後、舞台を中心に役者として活動。2016年「恋するブロードウェイ♪ 〜It’s festival!〜」にてデビュー。2017年「グッバイエレジー」で銀幕デビューも果たしている。同年4月Master Of Puppets Project（MOPP）メンバーの1人として参加。
2023年7月15日、オフィシャルファンクラブ「ぺいぺいらんど」を開設。

## 人物
千葉県出身。
身長178cm、B型。2017年に富樫世羅、鵜飼主水、佐藤弘樹、新井ふゆと共にユニット「Master Of Puppets!」を結成。メンバーカラーは青。現在は充電期間中。
父はミュージカル俳優の森田浩平、伯父は俳優の森田順平である。劇団「花組芝居」の加納幸和とも親戚関係にある。その他の親戚にお笑いタレント・喜劇俳優・講談師の森田展義がいる。
2025年3月31日、富樫世羅との結婚を発表（入籍は2024年7月）。

## 出演

### 舞台
- 舞台版心霊探偵八雲 裁きの塔[9]（2017年5月31日 - 6月11日、品川プリンスホテル クラブeX / 6月16日 - 18日、大阪ビジネスパーク円形ホール） - アンサンブル
- The Witch（2018年1月12日 - 13日、浦安市文化会館小ホール） - エフェンダー 役
- 三ツ星キッチン「FAMILY」（2018年1月30日 - 2月4日、高田馬場ラビネスト） - ハート組 伊達優作 役
- ミュージカル座「月に歌えば」（2018年3月28日 - 4月1日、シアターグリーン BOX in BOX THEATER） - 星組 若い時の夫、狼男、道化師、他 役
- 三ツ星キッチン「LOVE」（2018年6月19日 - 24日、ザムザ阿佐谷） - スペード組 深川竜一 役
- あ・うんグループ 第二回公演「侍三銃士」（2018年8月7日 - 9日、博品館劇場） - 瑠衣/芙蓉 役
- 星屑たちのfootage1987（2018年11月15日 - 18日、ウッディシアター中目黒） - 広瀬圭一郎 役
- サンリオピューロランド「MEMORY BOYS〜想い出を売る店〜」[10]（2018年12月21日 - 2019年3月12日） - チームフォルテ グリッサ 役
- ようこそ！ゴーストホテルへ（2019年5月9日 - 12日、シアターグリーン BIG TREE THEATER） - 池田洋二 役
- 怪盗協奏曲（2019年5月28日 - 6月2日、ザムザ阿佐谷） - ルパン 役
- 「虹を渡って」〜オズが教えてくれたこと〜（2019年8月11日 - 12日、あましんアルカイックホールオクト） - ライオン、ライアン 役
- 仁支川峰子芸能生活45周年公演「悪い女に札束を〜銀座・女たちの過去〜」（2019年8月30日 - 9月1日、博品館劇場） - 工藤良太 役
- 電動夏子安置システム 第41回公演「ベンジャミンの教室」（2019年9月18日 - 23日、アトリエファンファーレ東池袋） - 長崎穣示 役
- 女子会×男子会=□□□□（2019年11月6日 - 10日、アトリエファンファーレ東新宿） - 新井真治 役
- 次郎長、渡世人辞めるってよ（2019年12月11日 - 15日、俳優座劇場） - 関東網五郎 役
- 青春歌闘劇バトリズムステージ NOTICE（2020年1月15日 - 22日、草月ホール） - ソウ 役[11]
- カラスカ「まんま、見ぃや！」（2020年2月13日 - 17日、新宿シアターモリエール） - 里村春樹 役
- Uzume「LALL HOSTEL」（2020年4月12日、高田馬場ラビネスト） - 日替わりゲスト（新型コロナウイルスの影響で中止）
- 絶対青春合唱コメディ「SING!!!」〜空の青と海の青と僕らの学校〜（2020年4月29日 - 5月3日、新国立劇場小劇場）（新型コロナウイルスの影響で中止）
- ミュージカル『刀剣乱舞』〜幕末天狼傳〜（2020年9月20日 - 10月10日、天王州銀河劇場 / 2020年10月16日 - 18日、北九州ソレイユホール / 2020年10月24日 - 11月2日、京都劇場 / 2020年11月13日 - 23日、TOKYO DOME CITY HALL） - アンサンブル[12]
- 舞台「淡海乃海 -声無き者の歌をこそ聴け-」（2021年3月10日 - 14日、俳優座劇場） - 井口 役[13]
- ミュージカル座「ボードビル」（2021年6月3日 - 6日、IMA HALL） - 月組 ヤス、いらつく人7、門番、他 役[14]
- 電動夏子安置システム 第44回本公演「ベンジャミンの教室」（2021年9月16日 - 20日、あうるすぽっと） - 長崎穣示 役
- Uzume 第6回公演「ボーダレス」（2022年1月26日 - 30日、バルスタジオ） - 齋藤大樹 役
- 愛憐記（2022年8月26日 - 28日、中目黒トライ）（新型コロナウイルスの影響で延期→中止）
- 舞台「いい人間の教科書。」（2023年2月8日 - 13日、すみだパークシアター倉）[15] - 森田晋平 役
- EXE.ROCK Entertainment vol.2「向日葵の非日常」（2023年3月15日 - 21日、中野 ザ・ポケット） - 飛騨海斗 役
- 壱劇屋東京支部4月公演「PARADURE -パラデュール-」（2023年4月22日 - 30日、すみだパークシアター倉） - Bチーム ガストン・ファンボ 役
- 壱劇屋東京支部6月公演「Pickaroon! -ピカルーン-」（2023年6月24日 - 7月2日、すみだパークシアター倉） - 6月25日 日替わりゲスト
- eeo Stage action 劇団MNOP#3「悪を絶って、愛と死す」（2023年7月26日 - 30日、CBGKシブゲキ!!） - 凛 役
- 壱劇屋東京支部 大阪/東京 二都市ツアー公演「煙突もりの隠れ竜」（2023年8月18日 - 20日、ABCホール / 8月31日 - 9月3日、シアターグリーンBIG TREE THEATER） - キマイラ 役
- 小菅怜衣プロデュース「ボクから君におくるもの」（2023年9月20日 - 25日、コフレリオ新宿シアター） - ブチ 役
- 舞台「HIDEYOSHI」（2023年12月7日 - 10日、シアターサンモール）[16] - 杉田玄白 役
- 舞台「蒼穹の王」（2024年2月24日 - 28日、IMAホール）[17] - スペンサー 役
- 壱劇屋東京支部「BLACK SMITH -ブラックスミス-」（2024年5月15日 - 19日、CBGKシブゲキ!!） - エル 役
- the CirculationACT Final「ALTERNATIVE」（2024年8月9日 - 18日、中野 ザ・ポケット） - 伊吹汰頼 役
- 修羅王丸外伝「闇闘演舞伝」（2024年9月6日 - 8日、ベイサイドライブホール） - 十時勇 役
- 舞台「黄昏の王」（2024年10月3日 - 6日、こくみん共済 coop ホール/スペース・ゼロ） - ジェイ 役[18][19]
- NOVA.companyプロデュース「八獄ノ狗尾」-ハチゴクノエノコロ-（2024年10月23日 - 27日、中野 ザ・ポケット） - 閻魔羅社（エンマ） 役
- EXE.ROCK Entertainment Another STAGE「UnKnown BET 〜キャロルの旋律2025〜」（2025年1月29日 - 2月2日、テアトルBONBON） - 黒のマッドハッター 役
- 30-DELUX Special Theater 2025「デスティニー -アドラメレクの鏡-」（2025年4月18日 - 27日、サンシャイン劇場 / 5月3日・4日、久留米シティプラザ ザ・グランドホール / 5月16日 - 18日、サンケイホールブリーゼ / 5月23日 - 25日、名古屋市芸術創造センター / 5月28日、さいたま市文化センター 大ホール）[20] - ギル 役
- 舞台「THE VILLAINS 〜ダークフェルの悪夢〜」（2025年7月9日 - 13日、六行会ホール） - ファントム 役[21]
- 劇団アレン座プロデュース 舞台 『TOU -REBUILD-』（2026年1月13日 - 20日、IMAホール）[22]

### ライブ・イベント
- 恋するブロードウェイ♪〜It's festival!〜[23]（2016年10月14日 - 16日、恵比寿 ザ・ガーデンホール）
- おてんばらいぶ〜545きろをこえて〜（2017年4月22日、西荻ターニング） - ゲスト
- Master Of Puppets! FIRST LIVE（2017年7月30日、浅草橋BUNGAJAN）
- Master Of Puppets! TALK&LIVE!!（2017年9月2日、西荻ターニング）
- 第130回 杜の賑い 東京2017（2017年10月7日、東京ビッグサイト東8ホール）
- Music Cocktails（2018年1月22日、Bar 80's Jr） - シークレットゲスト
- DiamRekk〜RISING SUN 2〜（2018年4月23日、新宿ReNY）
- 三ツ星キッチン「LOVE」アフターライブ（2018年6月30日、三軒茶屋グレープフルーツムーン）
- Todos del Tango Verano 2018（2018年8月24日 - 25日、日本青年館ホール）
- 浩平&亮介 KANREKIライブ〜今日、そして明日へ…〜（2019年10月5日、南青山MANDALA） - MC
- 昭祭り vol.2（2019年10月20日、高田馬場 音部屋スクエア） - ゲスト
- 役者100人展「役者100人の秘密展」トークイベント（2019年12月25日、渋谷 ギャラリールデコ）
- 森田晋平、初ライブです。10周年なんで。（2020年2月22日、宮地楽器 八王子ホール）
- Everyday Holiday（新型コロナウイルスの影響で中止）
- Show must go on!! 2020（2020年12月8日 - 9日、神戸三宮シアター・エートー）
- Spring Duo LIVE（2021年4月24日、高円寺K'sスタジオ本館）
- ミュージカル紅白歌合戦2021（2021年12月4日、高円寺 Studio K スタジオ2） - 白組
- 新春歌闘劇 バトリズムステージ The LIVE（2022年1月2日 - 3日、ヒューリックホール東京） - ソウ
- CHOICE（2022年1月8日 - 9日、高円寺K'sスタジオ本館）
- Show must go on!! 2022 〜MISSION in!?POSSIBLE〜（2022年11月28日 - 29日、神戸三宮シアター・エートー）
- 昭祭り feat.Christmas Party（2022年12月24日、コングレスクエア日本橋C·D） - 1部ゲスト
- 「いい人間の教科書。大前夜祭！」&「Allen suwaru大新年会！」[24]（2023年1月21日、雷5656会館（ときわホール））
- SMGOをやいやい言いながらみんなで見るNIGHT（2023年3月8日、神戸三宮シアター・エートー）
- ぺいぺいらいぶ vol.2（2023年5月31日、高円寺 Studio K）
- ぺいぺいらいぶミニ in関西（2023年8月21日、神戸三宮シアター・エートー）
- 昭祭り 30th Birthday in 大阪（2023年9月16日、オービックホール） - ゲスト
- 舞台「いい人間の教科書。」DVDリリースイベント（2023年10月1日、雷5656会館（ときわホール））
- 竹中凌平 30th birthday event（2023年10月31日、烏山区民会館） - ゲスト
- 舞台「HIDEYOSHI」事前お披露目イベント[25]（2023年11月12日、雷5656会館（ときわホール））
- Show must go on!! 2023（2023年11月21日 - 22日、神戸三宮シアター・エートー）
- ぺいぺいらいぶ CHRISTMAS PARTY（2023年12月21日、高円寺 Studio K）
- 森田晋平×GINTOKI 商品お渡しイベント（2024年3月30日）
- 春のぺいぺいらいぶ（2024年4月20日、高円寺 Studio K）
- 蒼穹の王 アフタートークイベント（2024年5月29日、東京カルチャーカルチャー）
- 王ステ THE LIVE 2024（2024年7月20日 - 21日、I'M A SHOW）
- 舞台「HIDEYOSHI」DVD発売記念イベント『タイムカプセル-あの頃、私たちは-』[26]（2024年9月1日、日仏会館ホール）
- NOVA.companyプロデュース「八獄ノ狗尾」-ハチゴクノエノコロ- 前夜祭（2024年10月13日、Route Theater）
- 修羅王丸外伝「闇闘演舞伝」Blu-ray発売記念イベント（2024年12月29日、MUSEホール）
- 栗田学武バースデーイベント「MANABIRTH 2025」（2025年6月8日、日仏会館ホール） - 1部ゲスト

### 映画
- グッバイエレジー（2017年）

### ラジオ
- Friday Hit☆Magic れのよしのニコイチ（2019年8月9日、Rainbow Town FM） - ゲスト
- Friday Hit☆Magic れのるーむ（2023年6月9日、Rainbow Town FM） - ゲスト

### 広告・モデル
- C.C.レモン（2017年）
- gekichap 「大人の自由研究展」（2017年11月2日 - 7日、Galerie Juillet）
- music bless children -music for ballet class improvisation-（2018年）
- gekichap 役者100人展「役者100人の秘密展」（2019年12月24日 - 29日、渋谷 ギャラリールデコ）
- 舞台「いい人間の教科書。」展[27]（2023年2月24日 - 28日、大泉学園ゆめりあホール7階 ギャラリー）
- gekichap 「“これまで”の役者100人展」（2023年12月19日 - 26日、渋谷 ギャラリールデコ）
- 舞台「HIDEYOSHI」展示会[28]（2024年1月23日 - 28日、大泉学園ゆめりあホール7階 ギャラリー）
- 下條祐美 個展「その鬼ら、宵の灯火に集うvol.2」（2024年6月7日 - 11日、ギャルリージュイエ）
- PLAYLANDART展「YOU KNOW WHAT?」（2024年7月13日 - 14日、代官山ヒルサイドテラス）

### CD
- The Witch（2018年） エフの一日·マニとエフの会話
- バトリズムステージNOTICE FEATURED SONGS（2020年） 黒き闘魂

### DVD
- 舞台版心霊探偵八雲 裁きの塔（2017年）[29]
- The Witch（2018年）[30]
- 三ツ星キッチン「FAMILY」（2018年）
- 三ツ星キッチン「LOVE」（2018年）
- ようこそ！ゴーストホテルへ（2019年）
- ベンジャミンの教室（2019年）[31]
- バトリズムステージNOTICE（2020年）[32]
- ミュージカル「刀剣乱舞〜幕末天狼傳〜」（2020年）
- Show must go on!! 2020（2020年）
- 舞台「淡海乃海 -声無き者の歌をこそ聴け-」（2021年）
- ベンジャミンの教室（2021年）
- Uzume 第6回公演「ボーダレス」（2022年）
- Show must go on!! 2022 〜MISSION in!?POSSIBLE〜（2022年）
- 舞台「いい人間の教科書。」（2023年）
- EXE.ROCK Entertainment vol.2「向日葵の非日常」（2023年）
- eeo Stage action 劇団MNOP#3「悪を絶って、愛と死す」（2023年）
- 小菅怜衣プロデュース「ボクから君におくるもの」（2023年）
- 舞台「HIDEYOSHI」（2023年）
- Show must go on!! 2023（2024年）

### その他
- ohanaしごとプロジェクト（2020年）[33]